# 秦台河
秦台河，原称秦台干沟，1965年开挖的一条人工河，位于山东省滨州市，是潮河上游的一条支流。

## 语源
秦台河，原名秦台干沟，是最早开挖于1965年的一条行洪排涝的人工河，因流经名胜古迹秦皇台附近而得名。

## 流域
秦台河起自滨州市区南部的李口村，上游流经滨州市区南部和东部，下游流经西石西、耿家西，至滨北入潮河，长33.3公里。

## 环境保护
秦台河最早开挖是为了行洪排涝，单随着滨州市城区的夸大，成为该市工业及生活污水排放入海的纳污河道。